# America One
America One é um canal temático de entretenimento em várias sintonias, sucessor do Channel America.